# Inti (Gottheit)

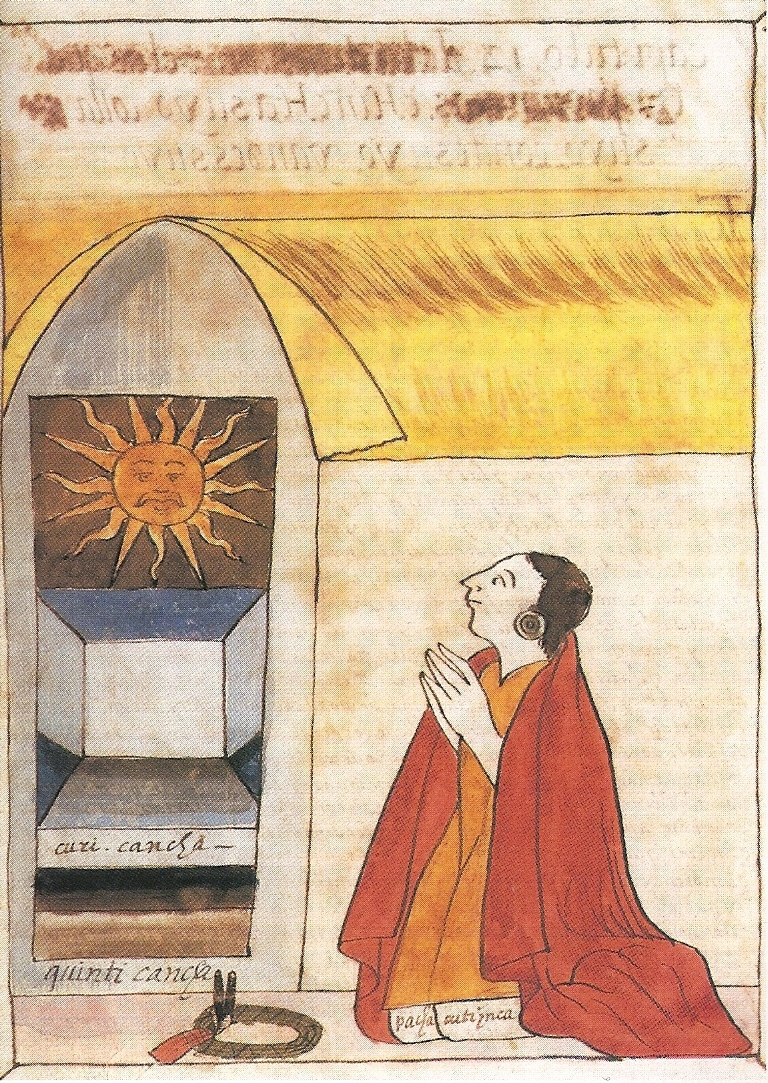
Der Inka-Herrscher Pachacútec verehrt Inti im Coricancha („Goldhof“; ursprünglich Inticancha („Sonnenhof“)), Zeichnung von Martín de Murúa aus dem Jahr 1613.

Inti, auch Tayta Inti (Quechua: „Vater Sonne“), ist der Sonnengott und der Gott der Regenbögen in der Mythologie der Inka. Der herrschende Inka wurde als Inkarnation von Inti betrachtet. Inti soll der Vater von Manco Cápac und Mama Ocllo gewesen sein. Seine Frau wurde Mama Killa genannt. Eingeführt wurde der Inti-Kult vom 9. Herrscher Pachacútec Yupanqui, dem ersten historisch eindeutig belegten Inka, in der ersten Hälfte des 15. Jahrhunderts. Alljährlich wurde zur Wintersonnenwende am 21. Juni das Fest der Sonne (Inti Raymi) in der Inkahauptstadt Cusco gefeiert.
Das Symbol Intis findet sich auf den Flaggen Argentiniens, Uruguays und der Hispanität.

Von 1985 bis 1991 hieß die peruanische Währung Inti (vorher Sol de Oro, danach Nuevo Sol, heute einfach Sol).

## Galerie

Inti-Darstellungen
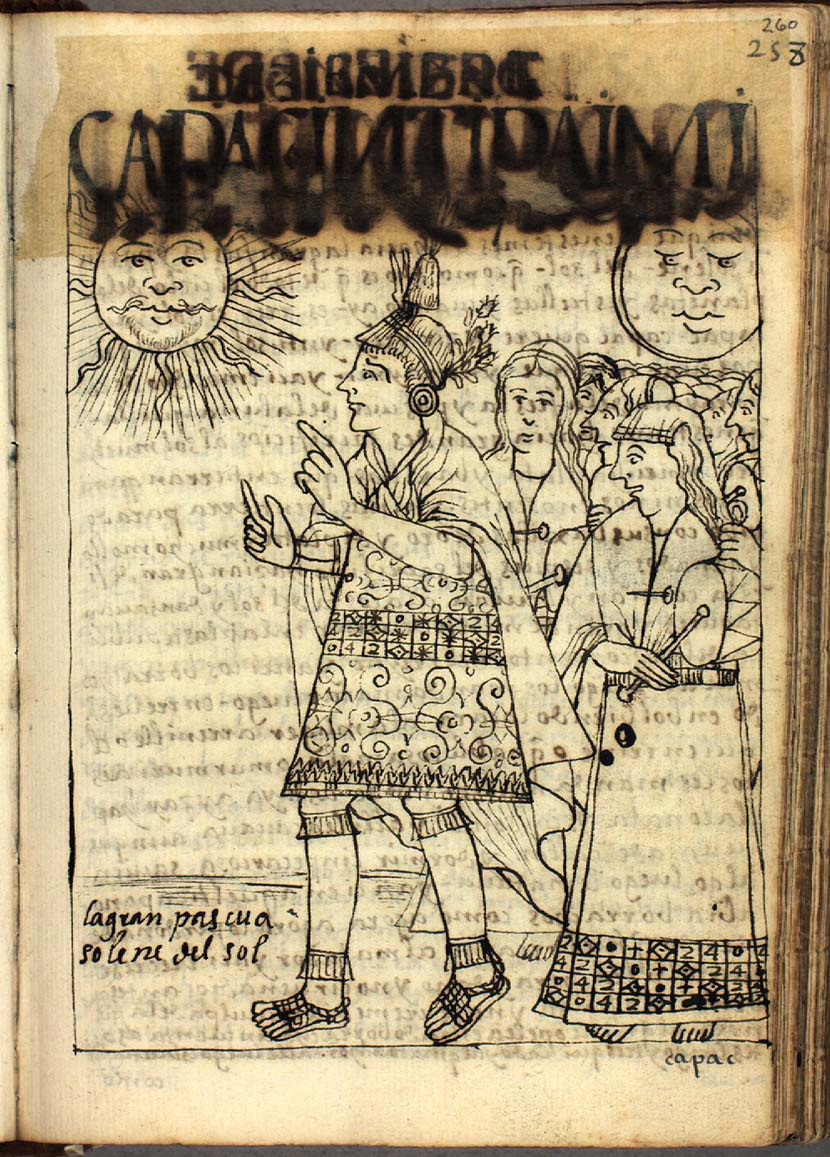
Inti, dargestellt als Sonne mit Gesicht und Flammen in der oberen, linken Ecke
Flagge Argentiniens mit dem Inka-Sonnengott Inti